# Yatsi y el espíritu del Río
Yatsi y el espíritu del Río es un cortometraje de ficción peruano estrenado en 2024 dirigido por Rous Condori y Valeria Salinas que utiliza la técnica de animación stop motion.Está inspirado en un cuento de Patrick Murayari, autor de ascendencia kukama
Recibió incentivos económicos por parte de la Dirección del Audiovisual, la Fonografía y los Nuevos Medios (DAFO) que impulsó su producción. Durante su etapa de distribución, participó en festivales especializados en animación como Chilemonos 2025 y Animandino 2024 donde destacó y obtuvo reconocimientos.

## Sinopsis
Ambientado en un futuro distópico marcado por la contaminación y la deforestación, el cortometraje narra la historia de Yatsi, una niña que vive con su abuelo en la Amazonía. Cuando él enferma, Yatsi emprende un viaje en busca de un fruto misterioso que podría salvarle la vida. A lo largo de su travesía por un río tóxico, se enfrenta a criaturas fluviales y debe descifrar los símbolos de sus sueños, conectando así con su identidad indígena para lograr su propósito.

## Producción
Las directoras buscaron descentralizar la producción de animación saliendo de Lima y acercándose a la procedencia y cosmovisión que inspiraron el cuento original. Por ello, el proyecto se desarrolló en la ciudad de Iquitos, Loreto, en colaboración con el Programa de Formación de Maestros Bilingües de la Amazonía Peruana (FORMABIAP). Allí se estableció un laboratorio de animación que promovió la participación activa y colectiva de artistas locales, así como de creadores provenientes de otras regiones del Perú —como Cusco, Tacna, Puno y Lima—, e incluso de países como Brasil, Bolivia, Estados Unidos y España.
Al promover la creación de contenidos desde la Amazonía el cortometraje desafía las representaciones tradicionalmente singulares sobre este territorio.Además, las directoras han señalado que el proyecto busca ser más que una obra audiovisual; también se plantea como una herramienta pedagógica para fomentar el debate sobre temas como la interculturalidad, las problemáticas ambientales, la representatividad de género y las infancias participativas.
Yatsi y el espíritu del Río fue beneficiario de los Estímulos Económicos para la Actividad Cinematográfica y Audiovisual en el año 2020 otorgado por el Ministerio de Cultura mediante la Dirección del Audiovisual, la Fonografía y los Nuevos Medios (DAFO) que facilitó su producción. 

## Premios y nominaciones
- Selección oficial en la Competencia Latinoamericana de Cortometrajes Animados – Chilemonos, Chile, 2025.[4]
- Mención honrosa como cortometraje peruano – Festival Ajayu, Perú, 2024.
- Selección oficial en Animandino 2024 (animación nacional).[5]
- Selección oficial en el Festival Internacional de Cine de Riosucio, Colombia, 2024.[9]
- Seleccionado en el laboratorio Fogón de proyectos del Festival Internacional Ajayu, 2020.[10]
- Ganador de los Estímulos Económicos para la Cultura 2020, otorgados por el Ministerio de Cultura del Perú.[3]